# Хоромно (озеро)
Хоромно — озеро в Лядской волости Плюсского района Псковской области в бассейне реки Яня.
Площадь — 0,264 км² (26,4 га). Максимальная глубина — 4,0 м, средняя глубина — 1,9 м.
В озеро впадает река Ядринка (Ядрынька) и ручей Витан (из озера Конопер), а вытекает река Хоромёнка. На берегу озера населённых пунктов нет. К озеру есть несколько подъездов.
Тип озера был определён как плотвично-окуневый, где водятся рыбы: щука, плотва, окунь, линь, вьюн, карась, ёрш, краснопёрка, могут встречаться раки.
Для озера характерно: как отлогие и низкие, так и крутые берега, местами заболоченные; дно илистое, в литорали ил, заиленный песок; сплавины, коряги; имеются береговые и донные родники.

## Исторические сведения
Ещё в писцовой книге 1571 года отмечены в Лятцком погосте посещаемое наездом сельцо Нижнее Хоромно с двумя церквями и домом приказчика (впоследствии — сельцо Снежное, ныне — правобережная часть деревни Заянье и её окрестности) и опустевшая накануне деревня Хоромно с тремя пустыми крестьянскими дворами, однако упоминания об озере в ней нет. Впервые упоминается оно в писцовой книге 1584 года в названии «(Дрв) Хоромно над Хоромном озерком», тогда в том селении находился 1 бобыльский жилой двор.